# Tongadillo punctata
Tongadillo punctata là một loài chân đều trong họ Armadillidae. Loài này được Dalens miêu tả khoa học năm 1988.